# Otjikotosee
Der Otjikotosee (englisch Otjikoto Lake) ist ein Karstsee im Norden Namibias, nahe der Bergbaustadt Tsumeb.

## Beschreibung
Er ist einer von nur zwei ständig mit Wasser gefüllten Seen Namibias und Zwillingssee des 15 Kilometer entfernten Guinassee. Die Vermutung, dass er mit diesem über ein bis heute noch unerforschtes unterirdisches Höhlen-Wassersystem verbunden ist, ist jedoch bislang nicht erwiesen.
Der Otjikotosee wurde im Jahr 1851 von Charles John Andersson und Francis Galton entdeckt und hat eine Größe von circa 100 × 150 Metern. Otjikoto bedeutet in der Hererosprache tiefes Loch; tatsächlich ist der See eine rund 76 Meter tiefe, mit Wasser gefüllte Doline, wobei er an ein zu großen Teilen noch unerforschtes unterirdisches Kanalsystem Anschluss haben soll, welches bis zu verschiedenen Wasserstellen im Etosha-Nationalpark reichen soll.
Während des Ersten Weltkrieges versenkte die deutsche Schutztruppe Waffen und Munition in diesem See, um sie dem Gegner nicht zu überlassen. Der Otjikotosee ist seit 1955 ein Nationales Denkmal in Namibia.
Im Otjikotosee kommt eine Unterart des Messing-Maulbrüters (Pseudocrenilabrus philander dispersus), die ursprünglich nur im Guinassee endemische Buntbarschart Tilapia guinasana und der Schwertträger (Xiphophorus hellerii) vor. Die beiden letzten Fischarten wurden vom Menschen dort ausgesetzt.

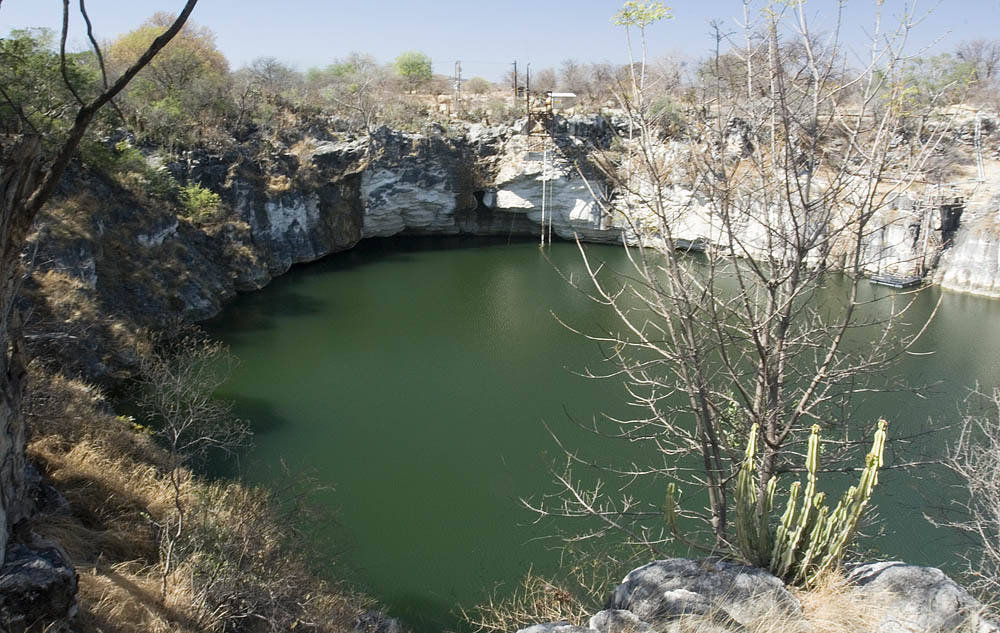
Otjikoto-See
Aufnahme vor 1910
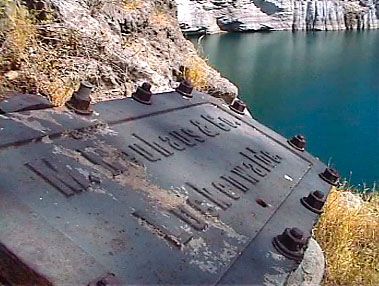
Militärisches Erbe aus der deutschen Kolonialzeit am Otjikoto-See